# Маја Мур
Маја Април Мур (Џеферсон Сити 11. јул 1989) је америчка кошаркашица, игра на позицији крила и тренутно наступа за Минесоту линксе у ВНБА лиги. 
Добила је бројна индивидуална признања још у средњој школи. Колеџ каријеру је провела на унверзитету УКОН, где је освојила две НЦАА титуле 2009. и 2010. године. 18. маја 2011. године, Маја је постала први женски кошаркаш која је потписала уговор са брендом "Ер Џордан". Њен однос победа и пораза у средњој школи је 497-78. Била је први пик на ВНБА драфту 2011. године изабрана од Минесоте линкса, са којим је освојила 4 тиуле (2011, 2013, 2015, 2017). 2014. године је била изабрана као најкориснија кошаркашица читаве лиге (2014) али је једном била и МВП финала (2013) као и два пута МВП ол-стар утакмице. Стандардни је члан америчке кошаркашке репрезентације са којом је до сада освојила две златне медаље на Олимпијским играма као и два Светска првенства. 2012. године је освјила и Шпанску лигу као и титулу Евролиге играјући у Валенсији. Такође освојила је и три кинеске титуле играјући у Шенсију.

## Каријера
Маја је рођена 11. јуна 1989. године у Џеферсон ситију у Мисурију. Први пут се сусрела са кошарком већ са три године, када јој је мајка залепила обруч на вратима од стана. Средљу школу је похађала у Сувејнију у Џорџији. Током четири године у овој школи увек је била у стартној петорци и забележила 125 победа и само 3 пораза. У својој другој сезони просечно је постизала 23,2 поена, 11,3 скокова, 4,6 асистенције и 5,4 украдених лопти. Први пут је закуцала у децембру 2005. године са свега 16 година. Следеће сезоне је побољшала просек на 25,5 поена, 12,1 скокова, 4,0 асистенције и 4,3 украдене лопте. Маја је завршила средњу школу водећа на школској листи у постигнутим поенима (2.664), скоковим (1.212), асистенцијама (407) и украденим лоптама (467).
Поред кошарке учествовала је и на такмичењима у атлетици, где је била добра у спринту и скоку у вис. Такође била је и одличан ученик.
Колеџ каријеру је провела у женској екипи на Универзитету Конектикат. Поред фантастични статистичких учинака успела је да дође и до две НЦАА титуле 2009. и 2010. године.
| Година   | Тим        | УТ  | Пое. | ПШ%  | 3П%  | СБ%  | СПУ | АПУ | УПУ | БПУ | ППУ  |
| -------- | ---------- | --- | ---- | ---- | ---- | ---- | --- | --- | --- | --- | ---- |
| 2007-08  | Конектикат | 38  | 678  | 54,3 | 42,0 | 74,3 | 7,6 | 3,1 | 1,7 | 1,6 | 17,8 |
| 2008-09  | Конектикат | 39  | 754  | 52,1 | 39,8 | 78,0 | 8,9 | 3,3 | 1,9 | 1,5 | 19,3 |
| 2009-10  | Конектикат | 39  | 736  | 51,5 | 41,7 | 79,0 | 8,3 | 3,8 | 2.1 | 1.9 | 18,9 |
| 2010-11  | Конектикат | 38  | 868  | 52,4 | 38,4 | 84,3 | 8,2 | 4,0 | 2,3 | 1,2 | 22,8 |
| Каријера | Конектикат | 154 | 3036 | 52,5 | 40,4 | 79,8 | 8,3 | 3,5 | 2,0 | 1,3 | 19,7 |

### ВНБА
Професионалну каријеру је започела у ВНБА лиги а у међувремену играла и у Европи и Кини. У професионалној каријери је освјила 5 од могућих шест првенстава. 

#### 2011.
2011. године је изабрана као први пик на драфту од стране Минесоте линкса. Придружила се тиму која је већ имала врло талентоване кошаркашице попут Линдси Вејлен, Ребеке Брансон и Сајмон Огастус. Већ у првој сезони успела је да помогне тиму да постигну рекордан број победа у историји франшизе, као и највише победа те сезоне у ВНБА. Она је изабрана за најбољег новајлију сезоне. Током плеј-офа, Маја је била други стрелац њеног тима. Предводила је свој тим у једној утакмици финала Западне Конференције, када је постигла 21 поен, укључујући шест тројки. Она је постала тек друга играчица која је била изабрана за најбољег новајлију и у истој сезони освојила првенство.

#### 2012.
У 2012. години, Маја је помогла Минесоти да започне сезону са 10 победа без пораза, најбољим стартом у историји ВНБА. А на крају сезоне су имали 27 победа и само 7 пораза. Опет су се пласирале у ВНБА финале где их је чекао тим Индијане који је био овога пута прејак.

#### 2013.
У 2013. години Маја је побољшала своју игру, предводила свој тим у поенима и постала први играч у историји ВНБА-а која је предводила лигу и у проценту шута за три и у проценту шута из игре. Минесота се те сезоне прошетала кроз плеј-оф и дошла до још једне титуле. Маја је изабрана за МВП финалне серије. 

#### 2014.
У четвртом мечу сезоне 2014, Маја је поставила нови ВНБА рекорд тако што је постигла 30 или више поена у четири узастопне утакмице. 22. јула 2014. године, Маја је постигла рекорд каријере са 48 поена, други најбољи резултат у историји ВНБА. Само недељу дана кансије постиже 40 поена. те сезоне је забележила још један рекорд када је у 12 утакмица имала 30 или више поена. Сезону завршава са просеокм од 23,9 поена и била је изабрана за МВП читаве лиге по први пут у њеној каријери. У овој сезони су успели да дођу само до финала конференције где су изгубили од Феникса. Ово је први пут у четири године да се маја са својим тимом нија нашла у финалу ВНБА лиге.

#### 2015.
Пре почетка сезоне 2015, Маја Мур је потписала вишегодишњи уговор са Минесотом, након истека њеног првог уговора. Те сезоне је проглашена за МВП ол-стар утакмице након што је постигла 30 поена. На половини сезоне Минесота је у трејду довела Силвију Фаулз, и тада је била на средини табеле. Тим је заиграо знатно боље и завршио на првом месту Западне конференције. Маја је са Минесотом по трећи пут освојила првенство са Минестомо победом над екипом Индијане. У трећој утакмици финала Маја Мур је погодила тројку за победу, а на крају сезоне била део прве петорке лиге.

#### 2016.
2016. године Маја је за двадесетогодишњицу ВНБА лиге изабрана међу двадесет најбољих кошаркашица у њеној историји и била је најмлађа међу њима. Током сезоне 2016. године, она је у просеку постизала 19,3 поена по утакмици. Минесота је опет била тим који се борио за титулу и регуларни део сезоне завршио са 28 победа и 6 пораза. Од те сезоне плеј-оф се играо у новом формату. Победом у полуфиналу над Фениксом Минесота се пласирала у финале где је због новог формата чекао тим исто из Западне конференције, Лос Анђелес спаркс. У првој утакмици Маја прелази Дијану Таурази по броју постигнутих поена у финалима ВНБА лиге. У четвртој утакмици Маја Мур је постигла 31 поен у победи Минесоте која је продужила серију до "мајсторице". Ипак у петој одлучујућој утакмици Спаркси побеђују кошем у задњим секундама, резултатом 77:76. и постају нови ВНБА шампиони.

#### 2017.
И 2017. године, Маја је била позвана на утакмицу свих звезда, што је био њен пети ол-стар наступ. Пошто је на тој утакмици постигла 23 поена за екипу Запада и добила другу МВП награду. Уз Силвију Фаулз била је најбољи стрелац екипе са просеком од 17,3 поена. 12. августа 2017. године Минесота је ушла у историју победивши Индијану највећом разликом, резулатом 111-52. Такође су направили лигашком рекорд од 37 кошева у низу без и једног примљеног. Минесота је завршила регуларни део на првом месту са 27 победа и 7 пораза. У полуфиналу су победили екипу Вашингтона и пласирали се у финале шести пут за седам година. У финалу су се "осветили" за прошлогодишњи пораз екипи Спаркса и дошли до четврте титуле у седам година, изједначивши се са екипом Хјустон кометси по броју титула у ВНБА лиги.

### Шпанија
У паузи након ВНБА првенства 2011. године потписује уговор са шпанском екипом Рос Касарес из Валенсије. На десет утакмица у Евролиги Маја је имала просек од 12,7 поена, 6,2 скокова и 2,6 асистенције, помажући екипи да освоји прву прву евролигашку титулу 1. априла 2012. Три недеље касније, тим из Валенсије је такође освојио титулу шпанске лиге, а Маја је постигла 20 поена у финалу 24. априла. Маја је са екипом освојила и трећи трофеј у сезони, трофеј националног купа, и у финалу је предводила тим са 24 поена.

### Кина
2012. године, Муре је потписала уговор са кинеским клубом Шанси флејм у истоименом граду, у којем је био шпански тренер Лукас Мондело. То је била прва сезона у Првој женској лиги Кине. Сезону су започели са два везана пораза. Чим је дошла Маја и заменила Ебони Хофман (јер кинеска лига је допуштала само једну кошаркашицу која није из Азије), направиле су серију од 10 победа заредом. У својој трећој утакмици, она је имала 60 поена, 13 скокова, 6 блокада и 5 украдених против. Маја је завршила своју прву сезону у Шанси са просеком од 37,3 поена, 12,1 скокова, 4,3 асистенције и 3,5 украдене лопте по утакмици. Још битније је да је предводила тим до наслова првака Кине.
У њеној другој сезони у Кини, поново је предводила свој тим у финалној серији са просеком од 43,3 поена у победи 3-1 у серији над екипом из Пекинга. То је било њено пета професионална титула за три године. Ту сезону је завршила са просеком од 39,3 поена, 11,8 скокова, 4,8 асистенције и 4,3 украдених лопти по утакмици. 
У сезони 2014-2015, Шанси је освојио своју трећу титулу, победивши екипу Пекинга коју је предводила Бритни Грајнер са 3-1 у финалу. И ту сезону је завршила са импресивним просеком од 30,0 поена, 9,2 скокова, 3,7 асистенције и 3,6 украдене по утакмици, и поред проблема које је имала због повреде колена. Упркос језичкој баријере, Маја се одлично снашла у Шансију, не само због њене доминације на терену, већ и због пријатељског односа са навијачима који су је назвали "Непобедива краљица" (不败 女王). За њен допринос граду, добила је награду "Почасни грађанин Таијуан" од стране градске владе Таијуан.

### Репрезентација
Први пут Маја Мур је позвана на тренинг камп репрезентације САД, и била једини јуниор у репрезентацији. На кампу се бирала екипа која ће се такмичити на Светском првенству 2010. а након тога и на Олимпијским играма у Лондону. Она је изабрана међу двадесет кошаркашица које ће бити база за та два такмичења.
Национални тим САД почео је да се припрема у априлу 2010. за ФИБА светско првенство које се одржавало у септембру 2010. године. Током припрема девојке су се поделиле у две групе. Прво на играчице од којих се очекивало да буду у првом тиму и другу где су кошаркашице са колеџа. Она је припадала другој групи и победиле су. Она је она у наредној утакмици прешла за први тим и опет је она извојевала победу. Зато је била изабрана међу 12 које ће путовати на Светско првенство у Чешкој. Иако је била на колеџу била је изабрана за кошаркашки тим САД која је играла утакмицу која је организована уместо класичног ВНБА ол-стара, како би се тим припремио на првеснтво Света. Због згуснутог распореда у ВНБА лиги, репрезентација је имала само један дан припрема у Карловим Варима. Без обзира на то већ на првој утакмици су победили репрезентацију Грчке са 26 поена разлике. Тим је у првих пет утакмица наставио да доминира са победама од преко 20 поена разлике. Неколико играча је постигло велики број поена у првим утакмицама а нарочито Дијана Таурази, Ејнџел Мекатри, Линдси Вејлен, Силвија Фаулз и Маја Мур. Шеста утакмица била је против непоражене репрезентације Аустралије, када је репрезентација САД била у вођству од 24 поенаали на крају победиле резултатом 83-75. Након тога су победиле следеће две утакмице за више од 30 поена разлике, а затим су се суочиле са домаћим тимом, репрезентацијом Чешке Републике. Америчка репрезентација је имала пет поена предности на полувремену, која је смањена и на три поена, али чехиње нису успеле да преломе. Репрезентација САД је освојила првенство и златну медаљу. Маја Мур је у просеку постизала 8,7 поена по утакмици.
Маја је била међу 21 кошаркашицу које су конкурисале за женског олимпијски тим у кошарци. 20 професионалних женских кошаркашких играча, плус једна кошаркашица са колеџа (Бритни Грајнер). На крају је селектован амеђу 12 које су путовале у Лондон. Маја Мур је освојила златну медаљу са екипом САД, и тако се придружила малом броју кошаркашица које су освојиле титула НЦАА, ВНБА првенство и олимпијску златне медаље.
Била је део екипе која се такмичила на Светском првенству у Турској 2014. године и поново дошла до златне медаље. Била је проглашена за прву петорку турнира и освојила награду МВП турнира.
Америчка репрезентација ју је убацила у екипу која је играла 2016. године на Олимпијским играма у Рио де Жанеиру, што је био њен други олимпијски турнир. Маја Мур је освојила другу златну медаљу, победом у финалу над Шпанијом 101:72.

## Статистика
| † | Сезоне у којима је освојила лигу |
|   | рекорди ВНБА                     |

### ВНБА

#### Регуларна сезона
| Сезона   | Екипа           | ОУ  | СУ  | МПУ  | ПШ%  | 3П%  | СБ%  | СПУ | АПУ | УПУ | БПУ | ППУ  |
| -------- | --------------- | --- | --- | ---- | ---- | ---- | ---- | --- | --- | --- | --- | ---- |
| 2011†    | Минесота        | 34  | 34  | 29,0 | 43,9 | 36,9 | 78,7 | 4,6 | 2.6 | 1.4 | 0.5 | 13,2 |
| 2012     | Минесота        | 34  | 34  | 29,7 | 46,5 | 38,8 | 87,9 | 6.0 | 3.6 | 1.5 | 0.6 | 16,4 |
| 2013†    | Минесота        | 34  | 34  | 31.4 | 50,9 | 45,3 | 88,2 | 6.2 | 3.0 | 1,7 | 1,0 | 18,5 |
| 2014     | Минесота        | 34  | 34  | 34.7 | 48,1 | 33,5 | 88,4 | 8.1 | 3,4 | 1.9 | 0,8 | 23,9 |
| 2015†    | Минесота        | 33  | 33  | 33.4 | 42,0 | 35,9 | 85,5 | 6,7 | 3,5 | 1,6 | 0,7 | 20,6 |
| 2016     | Минесота        | 34  | 34  | 29.7 | 44,8 | 40,4 | 86,8 | 5.1 | 4.2 | 1.5 | 0.7 | 19,3 |
| 2017†    | Минесота        | 34  | 34  | 31.3 | 44,2 | 41,1 | 85,8 | 5,0 | 3.5 | 1.8 | 0.4 | 17,3 |
| Каријера | 7 година, 1 тим | 237 | 237 | 31.2 | 45,8 | 38,7 | 86,3 | 6,0 | 3,4 | 1,7 | 0,6 | 18,4 |

#### Плеј-оф
| Сезона   | Екипа           | ОУ | СУ | МПУ  | ПШ%  | 3П%  | СБ%   | СПУ | АПУ | УПУ | БПУ | ППУ  |
| -------- | --------------- | -- | -- | ---- | ---- | ---- | ----- | --- | --- | --- | --- | ---- |
| 2011†    | Минесота        | 8  | 8  | 27,9 | 45,8 | 40,0 | 69,0  | 5,9 | 2,3 | 1,0 | 0,6 | 13,8 |
| 2012     | Минесота        | 9  | 9  | 33,0 | 42,9 | 43,3 | 91,3  | 5,2 | 2,8 | 1,0 | 0,6 | 16,6 |
| 2013†    | Минесота        | 7  | 7  | 32.7 | 53,1 | 40,0 | 88,2  | 5.3 | 2.7 | 1.6 | 0.4 | 20.9 |
| 2014     | Минесота        | 5  | 5  | 36.0 | 44,0 | 33,3 | 100,0 | 6,0 | 5,4 | 2,8 | 1,6 | 19,8 |
| 2015†    | Минесота        | 10 | 10 | 36,1 | 41,9 | 34,9 | 86,8  | 7,3 | 2.6 | 2,3 | 1.1 | 23,4 |
| 2016     | Минесота        | 8  | 8  | 32.9 | 51,7 | 38,7 | 93,5  | 7,3 | 4.6 | 1,8 | 0,5 | 22,4 |
| 2017†    | Минесота        | 8  | 8  | 33.4 | 51,5 | 54,2 | 73,0  | 5,3 | 3,0 | 1,8 | 0,4 | 18,3 |
| Каријера | 7 година, 1 тим | 55 | 55 | 33.2 | 46,7 | 40,1 | 85,8  | 6,1 | 3,2 | 1,7 | 0,7 | 19,3 |

## Остало
Маја Мур је хришћанка и коментарисала је: "Иако имам доста награда и почасти, то није ништа у поређењу са оним што је Господ учинио мом срцу и шта је он учинио за свет" и "захвална сам што сам представница елитног студентског спортисте и професионалног кошаркаша, и желим да радим према Његовој вољи са својим животом."
Била је предмет научне емсије на ЕСПН Спортс сајенс, дискутујући о њеном вертикалном скоку, прегледу игре и меморији мишића. Разговарали су о њеној способности да краде лопте наглашавајући да она може померити руке брже него звечарка главу. 
Њен отац Мајк Дабни, који није живео са њом, одрастао је играјући колеџ кошарку седамдесетих година. Он је био 36. пик изабран од Лос Анђелес лејкерса на НБА драфту 1976. године, али никад није заиграо у НБА. Млађа сестра Оливија такође игра кошарку и представља младу наду у Њу Џерсију. И друга сестра Ешли је била атлетичарка на колеџу.